# 22446 Philwhitney
22446 Philwhitney este o planetă minoră (asteroid) din centura de asteroizi. A fost descoperită pe 6 octombrie 1996 la Observatorul Național Kitt Peak de Spacewatch. 
Obiectul prezintă o orbită caracterizată de o semiaxă mare de 2,1526754 UAi, o excentricitate de 0,14, o înclinație de 3,24797 ° în raport cu ecliptica.